# کدو هوکایدو آبی
کدو هوکایدو آبی در انگلیسی به نام‌های Blue Hokkaido Pumpkin و Blue Kuri Pumpkin شناخته میشود (نوعی کدو تنبل) بسیار خاص است. پوست آن به رنگ خاگستری و آبی بوده و گوشت آن نارنجی روشن است. این کدو دارای طعم زیبا و شیرین بوده و نسبت به سایر کدوهای زمستانی بهتر است. کدو هوکایدو آبی خوشمزه بوده و گوشت آن به راحتی پخته شده و خرد میشود.